# دریاچه سوتوروخا
دریاچه سوتوروخا (انگلیسی: Suturuokha) یک دریاچه در استان یاقوتستان کشور روسیه است.